# Prinzregentenstraße 4 (Bad Kissingen)

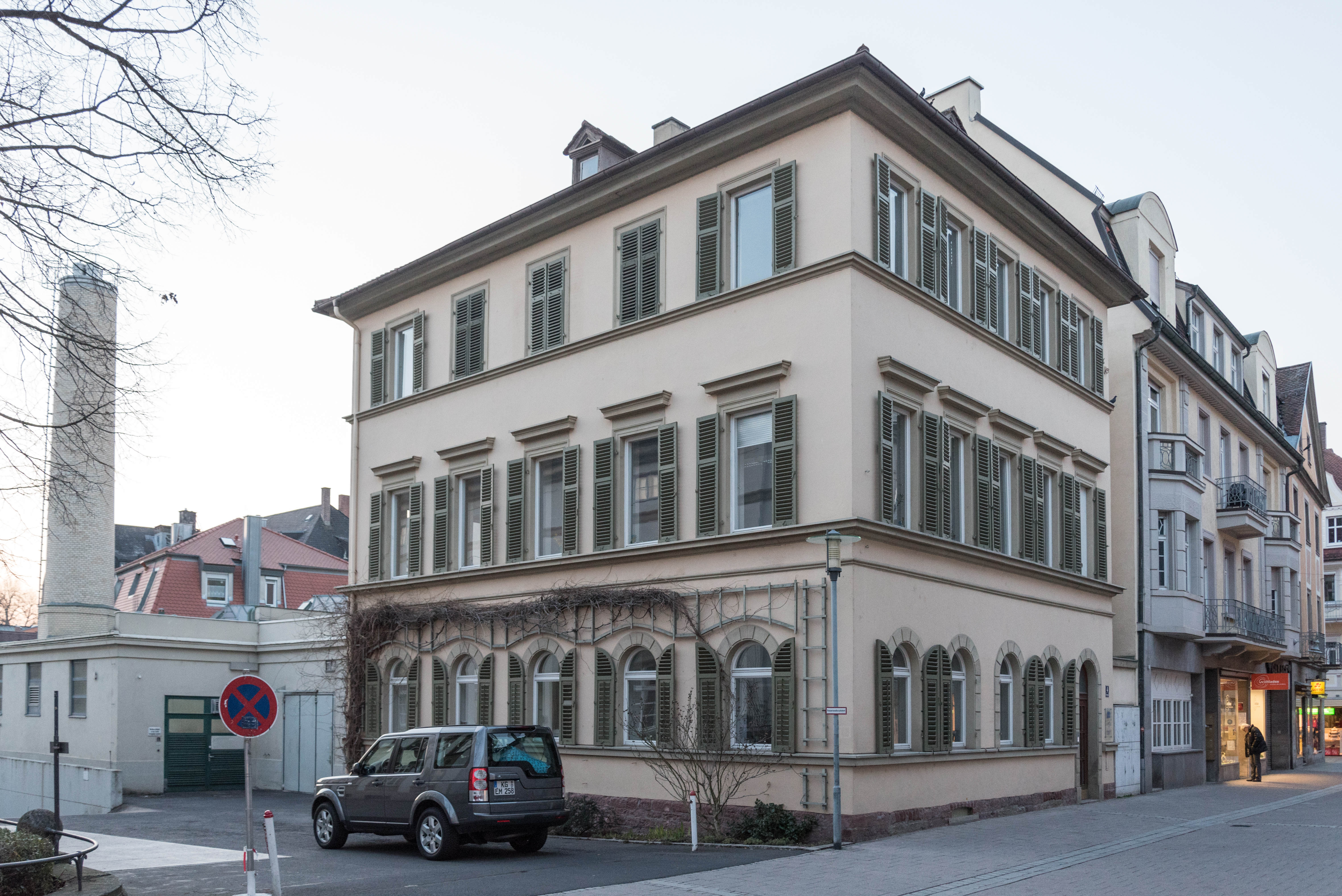
Prinzregentenstraße 4 in Bad Kissingen

Das Gebäude Prinzregentenstraße 4 in Bad Kissingen, der Großen Kreisstadt des unterfränkischen Landkreises Bad Kissingen, gehört zu den Bad Kissinger Baudenkmälern und ist unter der Nummer D-6-72-114-76 in der Bayerischen Denkmalliste registriert.

## Geschichte
Der dreigeschossige Massivbau mit flachem Walmdach entstand um das Jahr 1840 im klassizistischen Stil. Es ist offensichtlich auf die Prinzregentenstraße ausgerichtet, obwohl diese zur Entstehungszeit des Anwesens noch nicht existierte; das Anwesen war zunächst nur über einen Stichweg von der Ludwigstraße aus erreichbar.
Das Wohnhaus ist eines der ersten klassizistischen, im Biedermeier entstandenen Anwesen in Bad Kissingen. Die klassizistische Gliederung des kubischen Baus äußert sich zurückhaltend: die Fenster befinden sich über Horizontalgesimsen und haben im Erdgeschoss genutete rundbogige Einfassungen, gerade Verdachungen im ersten Obergeschoss sowie einfache rechteckige Rahmungen im zweiten Obergeschoss.